# Onychogomphus striatus
Onychogomphus striatus är en trollsländeart som beskrevs av Fraser 1924. Onychogomphus striatus ingår i släktet Onychogomphus och familjen flodtrollsländor. IUCN kategoriserar arten globalt som otillräckligt studerad. Inga underarter finns listade i Catalogue of Life.